# Olympische Sommerspiele 1904/Teilnehmer (Österreich)
| Gelbes Symbol für Goldmedaillen mit stilisierten Olympischen Ringen | Graues Symbol für Silbermedaillen mit stilisierten Olympischen Ringen | Braundes Symbol für Bronzemedaillen mit stilisierten Olympischen Ringen |
| ------------------------------------------------------------------- | --------------------------------------------------------------------- | ----------------------------------------------------------------------- |
| —                                                                   | —                                                                     | 1                                                                       |

Bei den III. Olympischen Spielen der Neuzeit 1904 in St. Louis nahm Cisleithanien, der Landesteil Österreich/Böhmen von Österreich-Ungarn, mit nur einem einzigen offiziellen Vertreter teil. Der Turner Julius Lenhart gewann zwar zwei Goldmedaillen im Turnen, wird jedoch in der Statistik des IOC als Amerikaner geführt, da er für einen Turnverein aus Philadelphia startete.

## Medaillen

### Medaillenspiegel
| Rang   | Sportart  | Gold | Silber | Bronze | Gesamt |
| ------ | --------- | ---- | ------ | ------ | ------ |
| 1      | Schwimmen | —    | —      | 1      | 1      |
| Gesamt | Gesamt    | —    | —      | 1      | 1      |

### Medaillengewinner
| Name/n     | Sportart  | Wettkampf         |
| ---------- | --------- | ----------------- |
| Bronze     |           |                   |
| Otto Wahle | Schwimmen | 440 Yards Freisti |

## Teilnehmer nach Sportart

### Schwimmen
| Athleten   | Wettbewerb        | Zeit       | Rang   |
| ---------- | ----------------- | ---------- | ------ |
| Otto Wahle | 440 Yards Freisti | 6:39,0 min | Bronze |
| Otto Wahle | 880 Yards Freisti | DNF        | DNF    |
| Otto Wahle | 1 Meile Freistil  | k. A.      | 4      |